# Койшибаев, Галим
Гали́м Койшиба́ев (каз. Fалым Қойшыбаев; 1 января 1919, аул № 14, Тайпакский район, Уральская область, Казахская ССР — 7 марта 1985, Алма-Ата) — участник Великой Отечественной войны, сержант, снайпер.
Заслуженный артист Казахской ССР, деятель искусств, один из создателей «Национального оркестра народных инструментов им. Курмангазы», основатель Актюбинской областной филармонии.

## Биография

### Происхождение
Родился в 1919 году в Тайпакском районе Уральской области (Ныне Атырауская область Казахстана). Происходит из рода Байулы-ысык младшего жуза. Рано лишился родителей, воспитывался в детском доме в селе Джамбейты, куда ушёл вместе с младшим братом Макалимом пешком через степь, спасаясь от голода. С детского дома вместе с братом попали в г. Алма-Ату, где и сложилась последующая жизнь. До войны был у себя на родине известным музыкантом, одним из основателей оркестра народных инструментов. В 1936 году, на 1-й декаде казахской литературы и искусства в Москве, виртуозной игре 17-летнего домбриста бурно аплодировали в лучших концертных залах столицы. Среди зрителей был и И. В. Сталин. Перспективный домбрист был рекомендован для поступления в столичный Техникум композиторов. Является родным братом Макалима Койшибаева, казахского композитора, заслуженного деятеля искусств Казахской ССР.

### Участие в Великой Отечественной войне
Весной 1940 года Галима призвали в армию. Он проходил службу в г. Чарджоу, в 100-м Краснознаменном полку Средне-Азиатского военного округа. Весть о начале Великой Отечественной войны застала Койшибаева на боевых учениях полка в районе пограничного с Афганистаном Термеза. В октябре 1941 года из боевых частей округа были созданы ударные маршевые бригады, переданные в распоряжение республиканского Казвоенкомата. Кадровикам, среди которых был и Галим, присвоили сержантские звания и отправили в формировочную бригаду в Актюбинск. Сформированные в Казахстане подразделения пополнили ряды 2-й гвардейской краснознаменной бригады.
Бои под Старой Руссой были страшные. Галим Койшибаев воевал здесь помощником командира отделения 2-го батальона бригады. Отделение состояло в основном из казахов, удмуртов и татар.
13 февраля 1942 г. 2-я гвардейская в составе основных сил Первой ударной двинулась в наступление, развернувшееся от старорусских деревень Пенно, Нагаткино, Соколово.
На всю жизнь Галим Койшинбаев запомнил бой 15 февраля 1942 г. у д. Иваново (так у него в воспоминаниях; скорее всего, речь идет о д. Ивановское). 1-й и 2-й батальоны бригады сражались под шквальным пулеметным и минометным огнем; сверху наши позиции утюжила вражеская авиация. 12 раз деревня переходила из рук в руки. К концу боя от огневой позиции и роты 2-го батальона остались двое — 22-летний Галим и 19летний подносчик пулеметных дисков. Наладив станковый пулемет и заправив его двумя оставшимися дисками, эти двое приняли бой с превосходящими силами противника. В пылу боя они даже не успели спросить друг у друга имен. Вскоре напарник был убит снайпером, успев прохрипеть: «Прощай, товарищ младший сержант, я готов». Минометным осколком был ранен в руку и сам Галим. Поле боя было усеяно телами убитых и раненых. Немецкие автоматчики стали окружать наши разбитые позиции, в упор расстреливая раненых и докалывая их штыками. Второй раз тяжело раненный минометным осколком в бедро, Галим зарылся лицом в снег и старался не дышать; по его спине немцы прошли семь раз… Пролежав в полузабытьи до темноты, истекая кровью и время от времени теряя сознание, он отправился на поиски своих. Правая рука и нога уже не действовали, он шёл, опираясь грудью на приклад винтовки. Вдруг его окликнули по имени — это был уцелевший, но также тяжело раненный боец Абишев, земляк из Актюбинской области. Рядом стали подавать голоса другие раненые бойцы. Раздобыв две повозки — все, что осталось от полевой кухни, Абишев и Койшибаев погрузили на них 30 раненых бойцов, вооружив каждого найденным на поле боя оружием.
Оставив раненых во встреченной на пути деревенской бане, замаскировав её, Койшибаев и Абишев отправились дальше, скрытно обходя немецкие позиции. И вдруг они услышали казахскую речь! — и увидели бойцов в маскхалатах. В штабе доложили о 30-ти раненых, оставленных в укрытии, о расположениях немцев, увиденных по пути из окружения. Галима эвакуировали в медсанбат, и там он узнал, что 16 февраля (на следующий день после того нескончаемого боя) пошли в наступление части 7-й и 8-й гвардейских дивизий, 210-й Латышской. Была взята д. Иваново/Ивановское и все раненые 30 бойцов были найдены и вывезены.
После ранения и лечения в госпитале г. Костромы Галим Койшибаев был направлен в 391-ю «Казахстанскую» стрелковую дивизию (она формировалась в Алма-Ате), в 4 роту 1280-го стрелкового полка. В июне 42-го дивизия вела бои на реке Ловать.
14—15 июня бойцами дивизии был совершен беспримерный подвиг: два дня, отбив 12 вражеских атак, группа из 81 бойца удерживала две высоты и уничтожила 2 000 гитлеровцев. Дело было так. Батальон, в котором служил сержант Койшибаев, с боем взял одну высотку. После суток непрерывных авиабомбежек и артиллерийского обстрела из 400 человек в живых остался 81. Все офицеры погибли, и командование на высотке приняли на себя три сержанта — Койшибаев, Афанасьев и Жуков. Положение сложилось критическое: продолжать удерживать высоту значило верную гибель под прицельным артиллерийским огнем. И тогда сержанты решили наступать дальше и захватить следующую, господствующую над местностью высоту. На рассвете 14 июня наши солдаты пошли на штурм и овладели плацдармом. Когда в 2 часа ночи с 15 на 16 июня на высоту пришло подкрепление, их встретили лишь пятеро — сержанты Койшибаев и Афанасьев, солдат-киргиз Дукеев, боец-казах из Чимкента Биртаев и казак из Талгара Бурлин. Ротный старшина, привезший продовольствие на 81 человека, заплакал при виде горсточки выживших бойцов и просил прощения за то, что не подоспели раньше — днем вся долина была под обстрелом.
Вместо благодарности Койшибаев был арестован комбатом за самодеятельное наступление без приказа командования и чуть не угодил под трибунал. Но, к счастью, в дело вмешался командир дивизии; более того, он наградил Галима 15 сутками отдыха.
После отдыха на Галима Койшибаева возложили обязанности снайпера: вручили винтовку с оптическим прицелом и приказали уничтожить двух немецких снайперов, особенно досаждавших на здешнем участке фронта. Одного из снайперов — «кукушку», стрелявшего из укрытия с деревьев — Галим выслеживал неделю, пока не засек небольшой шалаш на самом верху сосны. После меткого выстрела немецкий снайпер упал с дерева. «Ну, Галим, не знаю, чем тебя наградят, а от меня лично четыре банки американской тушенки и литр водки» — расщедрился командир роты Китаев.
За вторым снайпером Койшибаев охотился дольше. Немцу удалось пулей отбить кусок каски Галима, и тот пошёл на хитрость: три дня никак не проявлялся на своей позиции, чтобы враг удостоверился в гибели советского снайпера. На четвёртый день Галим дождался, когда немецкий снайпер обнаружит себя, выйдя из укрытия, и пулей уничтожил незадачливого охотника.
Газета 391-й стрелковой дивизии «За Родину, за Сталина!» от 21 сентября 1942 года в статье «Следуйте примеру лучших снайперов» сообщает, что рядовой красноармеец Койшибаев уничтожил более 20 фашистов. Эта же газета всего через четыре дня (25 сентября) в статье «Мсти, воин!» приводит новую цифру — 37 убитых гитлеровцев, а через месяц — 64 фашиста.
1 сентября 1942 г. в специальном, «юбилейном» приказе по 391-й сд отдельной строкой было отмечено: «В связи с первой годовщиной создания дивизии, отмечая лучших бойцов, командиров и политработников, объявляю благодарность и награждаю снайпера-красноармейца Койшибаева Галима часами. Командир дивизии подполковник Марчук, нач. штаба гвардии подполковник Барон».
Слава Галима Койшибаева росла. Героический путь казахского воина подробно был описан в дивизионной газете «За Родину, за Сталина!» (№ 149 за 30.10.42 и № 153 за 7.11.42). А на её сентябрьских страницах были опубликованы очерк фронтового журналиста Л. Плескочевского «Исполнитель кюев — снайпер» и поэма известного казахского поэта Аскара Токмагамбетова «Исполнитель кюев Галим». О казахском снайпере с восхищением писал поэт Михаил Светлов, в то время военкор газеты 1-й Ударной армии «На разгром врага». В сентябре все подразделения 1-й Ударной обошла газетная фотография с подписью: «Отважный снайпер N-ского отделения Галим Койшибаев уничтожил более 100 немецких захватчиков».
Имя Галима Койшибаева было занесено в «Золотой альбом» 391-й сд и упоминается в известном письме комсомольцев 1-й Ударной армии молодежи Казахстана. На имя отважного казаха, лично уничтожившего 100 кадровых военных вермахта (офицеров, пулеметчиков, минометчиков и автоматчиков), лично спасшего из окружения 30 тяжело раненных советских бойцов, лично сжегшего 4 танка, а также выполнившего десятки других армейских заданий, командование дивизии подготовило представление на звание Героя Советского Союза.
Но по непонятным причинам в звании Героя Галиму Койшибаеву было не то что бы отказано: ходатайство командования 391-й дивизии было «замолчано».
В одном из боев в декабре 1942-го Галим Койшибаев получил тяжелое сквозное пулевое ранение правого предплечья с повреждением локтевой кости. До 15 марта 1943 г. находился на лечении в эвакогоспитале, после чего вернулся в часть. В сентябре 1943 г. был награждён орденом Красного Знамени, о чём сообщила армейская газета «На разгром врага». Однако полученное ранение не подлежало излечению в условиях фронта, и Галима комиссовали по 3-й группе инвалидности

### После войны
Он вернулся в Казахстан, в родной оркестр им. Курмангазы и снова взял домбру в искалеченные войной руки. За высокое исполнительское мастерство и плодотворную концертную деятельность Галиму Койшибаеву присвоили звание Заслуженного артиста Казахской ССР. В 1944 г. его направили в Актюбинск для создания областной филармонии. За время работы в национальном оркестре, Актюбинской филармонии и «Казах концерте» Г. Койшибаев воспитал немало учеников. Большим вкладом в музыкальное наследие Казахстана стали созданные им кюи — баллады «Радость Победы», «Рассказ политрука о Созак батыре».
Спустя 22 года после окончания войны его вызвали в военкомат.
- Вы знаете, что даже за половину вашего лицевого снайперского счета на фронте представляли к званию Героя Советского Союза? — спросил военком.
- Знаю, — ответил Койшибаев. — Меня представляли к этому званию, но что-то там не вышло. А спрашивать в то время было не принято. Да и некогда было об этом думать, надо было воевать…
В 1967 г. Военным комиссаром республики было подготовлено новое представление с формулировкой: «За подвиги в годы Великой Отечественной войны Галим Койшибаев достоин представления звания Героя Советского Союза». Представление поддержал секретарь Алма-атинского обкома компартии Казахстана, и оно было отправлено по линии ЦК КПСС вместе с воспоминаниями ветерана на 10 листах.
Ответ пришел только через 2 года с общим смыслом: в политдонесениях 391-й дивизии нет никаких сведений о представлении Г. Койшибаеву звания Героя Советского Союза, а о подвигах свидетельствуют только публикации фронтовой печати.
Абсурдность этого заявления поражает: под сомнение ставилось то, что служило прямым и лучшим доказательством героизма. Трудно себе представить, чтобы военные корреспонденты тиражировали неправду на глазах у сотен однополчан Галима!
Тогда ветеран сам приступает к поискам потерянных документов — не из тщеславия, а уязвленный недоверием, выказанным ему, солдату Великой Отечественной. Переписка затянулась на годы, а результат был обескураживающим: в архивах не сохранилось никаких документов 1280-го полка, в котором воевал Галим Койшибаев. Как из Центрального армейского архива исчезли документы целого воинского подразделения — остается загадкой.
И Галим прекратил поиски. Кто знает, что думал и переживал в это время заслуженный ветеран, героический снайпер. Может быть, мудро рассудил: ему досталась жизнь, возможность заниматься любимым делом, а у сотен его боевых товарищей, молодых ребят, полегших безвестными в старорусскую землю, уже ничего и никогда не будет…
***
А вот где не сомневались в героизме снайпера Галима Койшибаева, так это на Новгородчине. В 1969 году из новгородского райцентра Поддорье на алма-атинский адрес героя пришло письмо:
«Уважаемый тов. Койшибаев! Редакция газеты „Заря“ обращается к Вам, прославленному снайперу 391-й сд, с просьбой написать воспоминания о боях в районе Поддорья в 1943 году. Нам очень бы хотелось получить материал о том, как сражались снайперы на территории Поддорского района, как уничтожали врагов и Вы. Мы располагаем данными, что вами уничтожено более 100 фашистов. Хотелось, чтобы Вы описали несколько эпизодов из боевой жизни Вашей и Ваших боевых товарищах. Эти материалы, как Вы понимаете, очень нужны нам. Жители района должны знать о героях войны, сражавшихся на нашей земле. Заранее благодарим за написанную статью. Может быть, есть возможность прислать Вашу фотографию тех лет. С уважением редактор Г. Устинов. 12.02.1969 г.»
И в Поддорье, благодарное 391-й казахстанской дивизии за свое освобождение в феврале 1944-го, были присланы воспоминания ее ветерана Галима Койшибаева. Они были напечатаны в поддорской районной газете «Заря» в трех ноябрьских номерах 1969 года.
Заслуженный артист Казахстана Галим Койшибаев умер в 1985 году. В некрологах земляки написали о нем: «скромный в жизни и выдающийся в делах»; «его руки одинаково виртуозно владели и музыкальным инструментом, и снайперской винтовкой».
В 2009 г. в Алматы вышла книга «Галим Койшибаев — снайпер из Казахстана». Сборник содержит статьи о герое из казахстанской печати, обзор «Наступательные и оборонительные операции Северо-Западного фронта в районе Старой Руссы» и собственно «Воспоминания снайпера 391 стрелковой дивизии Галима Койшинбаева», написанные в 1982 году. Они — о кровопролитных боях на Новгородчине, о несокрушимом фронтовом братстве, когда на древней русской земле плечом к плечу сражались казахи, украинцы, русские, которые бросались друг к другу на выручку в рукопашной схватке с врагом, для которых проверенное в боях, товарищеское «браток» было выше понятия национальности.
«Всю жизнь буду помнить своих ребят, которые молча, без претензий на награду, погибали за нашу Родину». Галим Койшибаев.

## Семья
Жена — Койшибаева Райхан, скончалась в 2014 г. Дети — Койшибаев Женис, Койшибаев Карим, Койшибаев Каким, Койшибаев Рахим, Койшибаев Алмаз, Койшибаева Алия, Койшибаева Айгуль.